# Onthophagus sexdentatus
Onthophagus sexdentatus là một loài bọ cánh cứng trong họ Bọ hung (Scarabaeidae).